# Santa Maxima
|  | Aquest article tracta sobre la localitat francesa. Si cerqueu la santa cristiana, vegeu «Santa Màxima». |

Santa Maxima (occità) o Sainte-Maxime (francès) és un municipi francès del departament de Var, a la regió de Provença-Alps-Costa Blava, situat a la costa nord golf de Saint-Tropez. Té 11.785 habitants (cens de 1999) i un terme municipal de 81,61 km². El codi postal és 83120.

## Demografia
| 1962                                       | 1968  | 1975  | 1982  | 1990   | 1999   | 2006   |
| ------------------------------------------ | ----- | ----- | ----- | ------ | ------ | ------ |
| 3.937                                      | 5.436 | 6.627 | 7.364 | 10.015 | 11.785 | 13.739 |
| Des de 1962: població sense dobles comptes |       |       |       |        |        |        |

## Alcaldes
| Període | Identitat       | Partit        |
| ------- | --------------- | ------------- |
| 2008-   | Vincent Morisse | Divers droite |

## Agermanaments
- Neuenbürg
- Bellport (Nova York)
- Pacte d'amistat amb  Anderlecht